# Gabriela Balicka-Iwanowska
Gabriela Balicka-Iwanowska, född 1871 i Warszawa, död 19 februari 1962 i Kraków, var en polsk politiker och botaniker. Hon var parlamentariker 1919–1935 och var tillsammans med de andra kvinnor som invaldes 1919 den första kvinnliga parlamentsledamoten i Polen. 